# Liste der Kulturdenkmäler in Hamburg-Groß Flottbek
Die Liste der Kulturdenkmäler in Hamburg-Groß Flottbek enthält die in der Denkmalliste ausgewiesenen Denkmäler auf dem Gebiet des Stadtteils Groß Flottbek der Freien und Hansestadt Hamburg.
Basis ist der Datensatz Denkmalliste Hamburg auf dem Transparenzportal Hamburg. Dieser enthält alle Objekte, die rechtskräftig nach dem Hamburger Denkmalschutzgesetz vom 5. April 2013 unter Denkmalschutz stehen (§ 6 Abs. 1 DSchG HA) oder zumindest zeitweise standen. Die Denkmalliste steht auch als PDF-Dokument zur Verfügung. Alle Denkmäler in Groß Flottbek, die schon nach dem Denkmalschutzgesetz vom 3. Dezember 1973, zuletzt geändert am 27. November 2007, unter Denkmalschutz standen, sind auch auf der Liste der Kulturdenkmäler im Hamburger Bezirk Altona zu finden.

## Legende
- ID: Gibt die vom Denkmalschutzamt Hamburg vergebene Objekt-ID (Identifikationsnummer) des Kulturdenkmals an, (in Klammern gegebenenfalls die Denkmalnummer nach altem Denkmalschutzgesetz).
- Adresse: Nennt den Straßennamen und, wenn vorhanden, die Hausnummer des Kulturdenkmals. Die Grundsortierung der Liste erfolgt nach dieser Adresse.
- Art: Zeigt an, ob es ein Objekt („O“) oder ein Ensemble („E“) ist.
- Datierung: Gibt die Datierung an; das Jahr der Fertigstellung bzw. den Zeitraum der Errichtung.
- Ensemble: Gibt die Nummer des Ensembles an, zu der das Objekt gehört, bzw. bei Ensembles die Nummer des Ensembles selbst.

Hinweis: Die Grundsortierung der Liste erfolgt nach der Adresse und ist alternativ nach ID, Art (Objekt oder Ensemble), Typ, Datierung, Entwurf oder Kurzbeschreibung sortierbar.

| ID           | Adresse | Art | Typ | Kurzbeschreibung | Datierung | Entwurf                                                                                           | Ensemble | Bild           |
| ------------ | --- | --- | --- | --- | --- | ------------------------------------------------------------------------------------------------- | -------- | -------------- |
| 30525        | Adickesstraße 1, 3, 5, 7, 9, 11, 13, 15 (Lage) | E   | | Adickesstraße 1–15 | |                                                                                                   | 30525    |                |
| 17894        | Adickesstraße 1 (Lage) | O   | Mehrfamilienhaus | | 1909 | John, Heinrich                                                                                    | 30525    |                |
| 30530        | Adickesstraße 2, 4, 6, 8, 10, 12, 14, Eckernwoort 3, 5, Gutzkowstraße 1, 9, 11, Rosenhagenstraße 1, 24, 26, 27, 28, 29, 30, 31, 32, 34, 36, 40, 42, 44, 46, Wolfsloh 1, 2, 5, 6 (Lage) | E   | | Beamtensiedlung Deutsche Werft Adickesstraße / Eckernwoort / Gutzkowstraße / Rosenhagenstraße / Wolfsloh                                     | |                                                                                                   | 30530    |                |
| 17936        | Adickesstraße 2 (Lage) | O   | Einfamilienhaus | | 1921–1922 | Behrens, Peter                                                                                    | 30530    |                |
| 17928        | Adickesstraße 3 (Lage) | O   | Mehrfamilienhaus | | 1909 | Schaar & Hintzpeter (Schaar, Adolf/Hintzpeter, Cäsar L.)                                          | 30525    |                |
| 17935 (1553) | Adickesstraße 4, 6 (Lage) | O   | Mehrfamilienhaus (Doppelhaus)                                                                                              | | 1921–1922 | Behrens, Peter                                                                                    | 30530    |                |
| 17930        | Adickesstraße 5 (Lage) | O   | Mehrfamilienhaus | | 1909 | Schaar & Hintzpeter (Schaar, Adolf/Hintzpeter, Cäsar L.)                                          | 30525    |                |
| 17905        | Adickesstraße 7 (Lage) | O   | Mehrfamilienhaus | | 1909 | Schaar & Hintzpeter (Schaar, Adolf/Hintzpeter, Cäsar L.)                                          | 30525    |                |
| 17934        | Adickesstraße 8, 10, 12, 14 (Lage) | O   | Mehrfamilienhaus (Reihenhaus)                                                                                              | | 1921–1922 | Behrens, Peter                                                                                    | 30530    |                |
| 17941        | Adickesstraße 9 (Lage) | O   | Mehrfamilienhaus | | 1908 | Schaar & Hintzpeter (Schaar, Adolf/Hintzpeter, Cäsar L.)                                          | 30525    |                |
| 17940        | Adickesstraße 11 (Lage) | O   | Mehrfamilienhaus | | 1909 | Schaar & Hintzpeter (Schaar, Adolf/Hintzpeter, Cäsar L.)                                          | 30525    |                |
| 17939        | Adickesstraße 13 (Lage) | O   | Mehrfamilienhaus | | 1909 | Schaar & Hintzpeter (Schaar, Adolf/Hintzpeter, Cäsar L.)                                          | 30525    |                |
| 17938        | Adickesstraße 15 (Lage) | O   | Mehrfamilienhaus | | 1909 | Schaar & Hintzpeter (Schaar, Adolf/Hintzpeter, Cäsar L.)                                          | 30525    |                |
| 17937        | Adickesstraße 17 (Lage) | O   | Mehrfamilienhaus | | 1923 |                                                                                                   |          |                |
| 29358 (1587) | Alexander-Zinn-Straße 4 (Lage) | O   | Wohnhaus; Einfriedung | Haus und Einfriedung | 1890, um |                                                                                                   |          |                |
| 29479        | Alexander-Zinn-Straße 11 (Lage) | O   | Wohnhaus; Einfriedung | Haus und Einfriedung | 1890, um |                                                                                                   |          |                |
| 17985        | Baron-Voght-Straße 127 (Lage) | O   | Landhaus | Landhaus Krüger | 1924/1925 | Gerson, Hans/Gerson, Oskar                                                                        |          |                |
| 17986 (1540) | Baron-Voght-Straße 129 (Lage) | O   | Wohnhaus | Wohnhaus Nordquist | 1927 | Gerson, Hans/Gerson, Oskar                                                                        |          |                |
| 17976        | Baron-Voght-Straße 131 (Lage) | O   | Einfamilienhaus | | 1966 | Puls & Richter (Puls, Alfred/Richter, Emil)                                                       |          |                |
| 30531        | Baron-Voght-Straße 137, 139 (Lage) | E   | | Baron-Voght-Straße 137–139 | |                                                                                                   | 30531    |                |
| 17973        | Baron-Voght-Straße 137 (Lage) | O   | Wohnhaus (Zwillingshaus)                                                                                                   | | 1956 | Streb, Ferdinand                                                                                  | 30531    |                |
| 17896        | Baron-Voght-Straße 138 (Lage) | O   | Wohnhaus | | 1924 | Gerson, Hans/Gerson, Oskar                                                                        |          |                |
| 17942        | Baron-Voght-Straße 139 (Lage) | O   | Wohnhaus (Zwillingshaus)                                                                                                   | | 1956 | Streb, Ferdinand                                                                                  | 30531    |                |
| 29474        | Baron-Voght-Straße 149 (Lage) | O   | Einfamilienhaus; Einfriedung; Tor                                                                                          | Gebäude, Einfriedung und Tor | 1912 | Liebel & Klaus                                                                                    |          |                |
| 29476 (1027) | Baron-Voght-Straße 179 (Lage) | O   | Wohnwirtschaftsgebäude; u. a.                                                                                              | Wohnwirtschaftsgebäude, Stall, Scheune, Hof mit Baumbestand und Freiflächen                                                                  | 19. Jh., Ende |                                                                                                   |          |                |
| 30524        | Baron-Voght-Straße östlich von Nr. 189, Bei der Flottbeker Kirche 4, 6, 8, 10, 12, 14, o.Nr. (Lage)                                                                                    | E   | | Bei der Flottbeker Kirche und Kriegerdenkmal Baron-Voght-Straße                                                                              | |                                                                                                   | 30524    |                |
| 17903        | Baron-Voght-Straße östlich von Nr. 189 (Lage) | O   | Kriegerdenkmal | | 1927 | Matzen, Rudolf                                                                                    | 30524    | weitere Bilder |
| 17893 (1717) | Bei der Flottbeker Kirche 4 (Lage) | O   | Kirchengebäude; Pastorat                                                                                                   | Flottbeker Kirche | 1911/12 | Raabe & Wöhlecke (Raabe, Ludwig/Wöhlecke, Otto)                                                   | 30524    | weitere Bilder |
| 17901        | Bei der Flottbeker Kirche 6 (Lage) | O   | Wohnhaus | | 1911 | Wellermann, Alfred/Tauchnitz, Otto                                                                | 30524    |                |
| 17900        | Bei der Flottbeker Kirche 8 (Lage) | O   | Wohnhaus | | 1911 | Budde, Paul & Budde, Berthold                                                                     | 30524    |                |
| 17899        | Bei der Flottbeker Kirche 10 (Lage) | O   | Wohnhaus | | 1911 | Raabe & Wöhlecke (Raabe, Ludwig/Wöhlecke, Otto)                                                   | 30524    |                |
| 17898        | Bei der Flottbeker Kirche 12 (Lage) | O   | Wohnhaus | | 1911 | Wellermann, Alfred/Tauchnitz, Otto                                                                | 30524    |                |
| 17897 (1717) | Bei der Flottbeker Kirche 14 (Lage) | O   | Wohnhaus | | 1911 | Eggers & Brehmer                                                                                  | 30524    |                |
| 17902        | Bei der Flottbeker Kirche o.Nr. (Lage) | O   | Kriegerdenkmal | | 1927 | Matzen, Rudolf                                                                                    | 30524    | BW             |
| 30529        | Bellmannstraße 1, 3, 5, Beselerplatz 3, 3a, 4, 5, o.Nr., Beselerstraße 1, 2, 2a, 4, 6, 8, Dürerstraße 2, 4 (Lage)                                                                      | E   | | Beselerstraße / Beselerplatz / Bellmannstraße / Dürerstraße                                                                                  | |                                                                                                   | 30529    |                |
| 17116        | Bellmannstraße 1 (Lage) | O   | Mehrfamilienhaus | | 1911 | Kraus, Gustav                                                                                     | 30529    |                |
| 17915        | Bellmannstraße 3 (Lage) | O   | Mehrfamilienhaus | | 1909 | Butenschön, Carl                                                                                  | 30529    |                |
| 17995        | Bellmannstraße 5 (Lage) | O   | Mehrfamilienhaus; Einfriedung; u. a.                                                                                       | | 1906 | Butenschön, Carl                                                                                  | 30529    |                |
| 18036        | Bellmannstraße 14 (Lage) | O   | Villa | | 1900, um |                                                                                                   |          |                |
| 18037        | Bellmannstraße 17 (Lage) | O   | Wohnhaus | | 1900, um |                                                                                                   |          |                |
| 17114        | Bellmannstraße Ecke Flottbeker Straße (Lage) | O   | Denkmal (Denkmal für die Erhebung Schleswig-Holsteins 1848; Kriegerdenkmal 1914/18)                                        | Denkmal für die Erhebung Schleswig Holsteins 1848 und die Gefallenen des Krieges von 1870/71                                                 | 1898 |                                                                                                   |          |                |
| 18040        | Beselerplatz 3 (Lage) | O   | Mehrfamilienhaus | | 1905, um |                                                                                                   | 30529    |                |
| 18023        | Beselerplatz 3a (Lage) | O   | Verkaufspavillon | | 1950, um |                                                                                                   | 30529    |                |
| 18039        | Beselerplatz 4 (Lage) | O   | Mehrfamilienhaus; Einfriedungen; u. a.                                                                                     | | 1905, um |                                                                                                   | 30529    |                |
| 18038        | Beselerplatz 5 (Lage) | O   | Mehrfamilienhaus; Einfriedungen; u. a.                                                                                     | | 1905, um |                                                                                                   | 30529    |                |
| 26382        | Beselerplatz o.Nr. (Lage) | O   | Platzanlage (Stadtplatz)                                                                                                   | Beselerplatz | 1910, um |                                                                                                   | 30529    |                |
| 18046 (1490) | Beselerstraße 1 (Lage) | O   | Mehrfamilienhaus | | 1906 | Butenschön, Carl                                                                                  | 30529    |                |
| 18045        | Beselerstraße 2 (Lage) | O   | Mehrfamilienhaus; Einfriedung; u. a.                                                                                       | | 1908 | Butenschön, Carl                                                                                  | 30529    |                |
| 18044        | Beselerstraße 2a (Lage) | O   | Mehrfamilienhaus; Gartenpavillon; historische Teile der Einfriedung (insbesondere Mauer an Straßenecke); u. a.             | | 1912 | Butenschön, Carl                                                                                  | 30529    |                |
| 18043        | Beselerstraße 4 (Lage) | O   | Mehrfamilienhaus | | 1909 | Butenschön, Carl                                                                                  | 30529    |                |
| 18042        | Beselerstraße 6 (Lage) | O   | Mehrfamilienhaus | | 1910 | Wendt, Emil                                                                                       | 30529    |                |
| 18041        | Beselerstraße 8 (Lage) | O   | Mehrfamilienhaus; Einfriedungen; u. a.                                                                                     | | 1910 | Wendt, Emil                                                                                       | 30529    |                |
| 17895        | Beselerstraße 33 (Lage) | O   | Mehrfamilienhaus | | 1906 | Vollmer                                                                                           |          |                |
| 17908 (909)  | Beselerstraße 58, 60 (Lage) | O   | Bauernhaus | | 18. Jh., Ende |                                                                                                   |          |                |
| 29496        | Böcklinstraße 6 (Lage) | O   | Wohnhaus | Haus und Einfriedung | 1912 | Ostermeyer, Friedrich                                                                             |          |                |
| 18052        | Corneliusstraße 4 (Lage) | O   | Wohnhaus | | 1912 | Ostermeyer, Friedrich                                                                             |          |                |
| 29084        | Cranachplatz o.Nr. (Lage) | O   | Platzanlage (Stadtplatz)                                                                                                   | Cranachplatz | 1910, um |                                                                                                   |          |                |
| 17907 (738)  | Cranachstraße 1 (Lage) | O   | Villa | | 1923 | Meyer, Hans                                                                                       |          |                |
| 30533        | Cranachstraße 21, 23 (Lage) | E   | | Cranachstraße 21-23 | |                                                                                                   | 30533    |                |
| 17956 (860)  | Cranachstraße 21 (Lage) | O   | Villa; Vorgarten; Einfriedungen                                                                                            | | 1924 | Feindt, Carl                                                                                      | 30533    |                |
| 18033 (860)  | Cranachstraße 23 (Lage) | O   | Villa; Vorgarten; Einfriedungen                                                                                            | | 1924 | Feindt, Carl                                                                                      | 30533    |                |
| 18032        | Cranachstraße 27 (Lage) | O   | Wohnhaus | Haus Neumann | 1923 | Esselmann & Gerntke (Esselmann, Heinz/Gerntke, Max)                                               |          |                |
| 18031        | Cranachstraße 56 (Lage) | O   | Wohnhaus | | 1925 | Ostermeyer, Friedrich                                                                             |          |                |
| 18030        | Cranachstraße 62 (Lage) | O   | Wohnhaus | | 1925 | Scharnweber, Ernst                                                                                |          | BW             |
| 30527        | Cranachstraße 63, Dürerstraße 5, 7, 9, 11, 13 (Lage) | E   | | Dürerstraße / Cranachstraße | |                                                                                                   | 30527    | BW             |
| 18067        | Cranachstraße 63 (Lage) | O   | Wohngebäude | | 1913–1914 | Ostermeyer, Friedrich                                                                             | 30527    | BW             |
| 30540        | Cranachstraße 79, 81, 83, 85, 87, 89 (Lage) | E   | | Cranachstraße 79-89 | |                                                                                                   | 30540    | BW             |
| 18029        | Cranachstraße 79 (Lage) | O   | Reihenhaus | | 1930 | Hinrichsen, Emil                                                                                  | 30540    | BW             |
| 18028 (1630) | Cranachstraße 81 (Lage) | O   | Reihenhaus | | 1930 | Hinrichsen, Emil                                                                                  | 30540    |                |
| 18027        | Cranachstraße 83 (Lage) | O   | Reihenhaus | | 1930 | Hinrichsen, Emil                                                                                  | 30540    | BW             |
| 18026 (1630) | Cranachstraße 85 (Lage) | O   | Reihenhaus | | 1930 | Hinrichsen, Emil                                                                                  | 30540    |                |
| 18025 (1630) | Cranachstraße 87 (Lage) | O   | Reihenhaus | | 1930 | Hinrichsen, Emil                                                                                  | 30540    | BW             |
| 18024 (1630) | Cranachstraße 89 (Lage) | O   | Reihenhaus | | 1930 | Hinrichsen, Emil                                                                                  | 30540    |                |
| 18056        | Dürerstraße 2 (Lage) | O   | Mehrfamilienhaus; u. a. | | 1905, um |                                                                                                   | 30529    |                |
| 18055        | Dürerstraße 4 (Lage) | O   | Mehrfamilienhaus; Einfriedungen; u. a.                                                                                     | | 1905, um |                                                                                                   | 30529    |                |
| 18060        | Dürerstraße 5 (Lage) | O   | Wohnhaus | | 1912 | Hinrichsen, Emil                                                                                  | 30527    |                |
| 30542        | Dürerstraße 6, 8 (Lage) | E   | | Dürerstraße 6-8 | |                                                                                                   | 30542    |                |
| 18066        | Dürerstraße 6 (Lage) | O   | Etagenhaus | | 1912 | Ostermeyer, Friedrich                                                                             | 30542    |                |
| 17913        | Dürerstraße 7 (Lage) | O   | Wohnhaus | | 1912 | Hinrichsen, Emil                                                                                  | 30527    |                |
| 18065        | Dürerstraße 8 (Lage) | O   | Etagenhaus | | 1912 | Ostermeyer, Friedrich                                                                             | 30542    |                |
| 18062        | Dürerstraße 9 (Lage) | O   | Wohngebäude | | 1913–1914 | Ostermeyer, Friedrich                                                                             | 30527    |                |
| 18035        | Dürerstraße 11 (Lage) | O   | Wohngebäude | | 1913–1914 | Ostermeyer, Friedrich                                                                             | 30527    |                |
| 18068        | Dürerstraße 13 (Lage) | O   | Wohngebäude | | 1913–1914 | Ostermeyer, Friedrich                                                                             | 30527    |                |
| 17912        | Ebertallee 3 (Lage) | O   | Wohnhaus | | 1910, um |                                                                                                   |          |                |
| 17904        | Ebertallee 11 (Lage) | O   | Kirche | Kirche St. Paulus-Augustinus | 1930; 1949 | Bensel & Kamps (Bensel, Carl Gustav/Kamps, Johann)                                                |          |                |
| 17906        | Ebertallee 30 (Lage) | O   | Kirche | Melanchthonkirche | 1951/53 | Ostermeyer, Friedrich                                                                             |          |                |
| 18053        | Ebertallee 53 (Lage) | O   | Zweifamilienhaus | | 1930–31 | Kallmorgen, Werner                                                                                |          | BW             |
| 17933        | Eckernwoort 3, 5 (Lage) | O   | Mehrfamilienhaus (Doppelhaus)                                                                                              | | 1921–1922 | Behrens, Peter                                                                                    | 30530    |                |
| 18051        | Giesestraße 28, 30 (Lage) | O   | Doppelhaus | | 1922 | Sckopp & Vortmann (Sckopp, Ferdinand/Vortmann, Wilhelm)                                           |          |                |
| 30535        | Groß Flottbeker Straße 29, Müllenhoffweg 28 (Lage) | E   | | Groß Flottbeker Straße 29 / Müllenhoffweg 28                                                                                                 | |                                                                                                   | 30535    | BW             |
| 18054        | Groß Flottbeker Straße 29 (Lage) | O   | Wohnhaus | | 1914, um |                                                                                                   | 30535    |                |
| 29477 (1637) | Groß Flottbeker Straße 41 (Lage) | O   | Wohnhaus | Wohnhaus mit Einfriedung | 1923–1924 | Gerson, Hans/Gerson, Oskar                                                                        |          |                |
| 17909 (1287) | Groß Flottbeker Straße 45 (Lage) | O   | Kate | | 18. Jh., Ende |                                                                                                   |          |                |
| 17910 (1394) | Groß Flottbeker Straße 53 (Lage) | O   | Kate/Bauernhaus (Wohnhaus (nach Umbau))                                                                                    | | 19. Jh., 1. Hälfte (verm. 1813); 1950er Jahre (Umbauten nach vorübergehender Nutzung als Jugendheim/Bücherei) |                                                                                                   |          |                |
| 18047        | Groß Flottbeker Straße o.Nr. (Lage) | O   | Kriegerdenkmal (Kriegerdenkmal 1848 und 1870/71)                                                                           | Denkmal für die Erhebung Schleswig Holsteins 1848 und den Krieg von 1870/71                                                                  | 1871 (Friedenseiche); 1898 (Doppeleiche, Denkmal und Gedenkstein) | Stehn                                                                                             |          |                |
| 17932        | Gutzkowstraße 1 (Lage) | O   | Einfamilienhaus | | 1921–1922 | Behrens, Peter                                                                                    | 30530    |                |
| 18064        | Gutzkowstraße 5 (Lage) | O   | Wohnhaus | Landhaus Paul | 1920/21 | Ostermeyer, Friedrich                                                                             |          |                |
| 17931 (1553) | Gutzkowstraße 9, 11 (Lage) | O   | Mehrfamilienhaus (Doppelhaus)                                                                                              | | 1921–1922 | Behrens, Peter                                                                                    | 30530    |                |
| 30534        | Hölderlinstraße 12, Papenkamp 14 (Lage) | E   | | Hölderlinstraße 12 / Papenkamp 14 | |                                                                                                   | 30534    | BW             |
| 17971 (1777) | Hölderlinstraße 12 (Lage) | O   | Landhaus | Haus Kettler | 1907 | Raabe & Wöhlecke (Raabe, Ludwig/Wöhlecke, Otto)                                                   | 30534    |                |
| 18001        | Kalckreuthweg 74, 80 (Lage) | O   | Studentenwohnheim | | 1947/48 | Ostermeyer, Friedrich                                                                             |          |                |
| 18049        | Menzelstraße 6 (Lage) | O   | Wohnhaus | Haus Christiansen | 1922 | Bartels, Albert                                                                                   |          |                |
| 18050 (1610) | Menzelstraße 7 (Lage) | O   | Wohnhaus | | 1924 | Ostermeyer, Friedrich                                                                             |          |                |
| 18021        | Menzelstraße 18 (Lage) | O   | Wohnhaus | Landhaus Adele Sager | 1928 | Sager, Friedrich                                                                                  |          |                |
| 29498        | Müllenhoffweg 2 (Lage) | O   | Wohnhaus | Wohnhaus mit Einfriedigung und Gartenhäuschen                                                                                                | 1910–1911 | Gerson, Hans/Gerson, Oskar                                                                        |          |                |
| 29497        | Müllenhoffweg 16 (Lage) | O   | Wohnhaus; Einfriedung | Wohnhaus und Einfriedung | 1906, um |                                                                                                   |          |                |
| 17972        | Müllenhoffweg 28 (Lage) | O   | Wohnhaus; Einfriedung | | 1914 | Gerson, Hans/Gerson, Oskar                                                                        | 30535    |                |
| 30526        | Müllenhoffweg 33, 35 (Lage) | E   | | Müllenhoffweg 33-35 | |                                                                                                   | 30526    |                |
| 17918        | Müllenhoffweg 33 (Lage) | O   | Wohnhaus | | 1925/30, ca. | Rehberg, Georg (vermutl.)                                                                         | 30526    |                |
| 17911 (1639) | Müllenhoffweg 35 (Lage) | O   | Wohnhaus | | 1927/28 | Höger, Fritz                                                                                      | 30526    |                |
| 30528        | Neuding 1, Papenkamp 3, 5 (Lage) | E   | | Papenkamp / Neuding | |                                                                                                   | 30528    |                |
| 17975        | Neuding 1 (Lage) | O   | Landhaus | Luginsland | 1900 | Raabe & Wöhlecke (Raabe, Ludwig/Wöhlecke, Otto)                                                   | 30528    |                |
| 17914 (892)  | Papenkamp 3 (Lage) | O   | Villa | | 1903 | Raabe & Wöhlecke (Raabe, Ludwig/Wöhlecke, Otto)                                                   | 30528    |                |
| 17983        | Papenkamp 5 (Lage) | O   | Wohnhaus | Raabenhorst II | 1903 | Raabe & Wöhlecke (Raabe, Ludwig/Wöhlecke, Otto)                                                   | 30528    |                |
| 17981        | Papenkamp 10 (Lage) | O   | Landhaus | Erlenhof | 1907 | Raabe & Wöhlecke (Raabe, Ludwig/Wöhlecke, Otto)                                                   |          |                |
| 17980 (1777) | Papenkamp 14 (Lage) | O   | Landhaus | Haus Kettler | 1907 | Raabe & Wöhlecke (Raabe, Ludwig/Wöhlecke, Otto)                                                   | 30534    |                |
| 17996        | Papenkamp 31 (Lage) | O   | Wohnhaus | Landhaus Dr. Lissauer | 1921 | Gerson, Hans/Gerson, Oskar                                                                        |          |                |
| 29475 (1254) | Röbbek 4, 4a, 4b (Lage) | O   | Schulanlage; Krankenbaracken (Schulpavillon (nach Umnutzung))                                                              | ehem. Volksschule Groß Flottbek, Schulanlage mit Hauptgebäude, Turnhalle sowie zwei Pavillons nördlich der Turnhalle (ehem. Krankenbaracken) | 1874 (Errichtung Hauptgebäude); 1883/1898/1906/1926 (Erweiterungen Hauptgebäude); 1906 (Errichtung Turnhalle); 1927 (Erweiterung Turnhalle); 1939 (Baracken, err. im Zuge der kriegsbedingten Nutzung der Schule als Lazarett) | Nicht ermittelbar; Eggerstedt, H. (Erweiterung Hauptgebäude 1898)                                 |          | weitere Bilder |
| 29904        | Röbbek 15a (Lage) | O   | Wohnwirtschaftsgebäude | Wohnwirtschaftsgebäude mit umgebender, zum Teil gepflasterter Hoffläche, gekappten Linden und historischer Einfriedung                       | 1886; 1987 (Umbau); 2001 (Umbau) |                                                                                                   |          |                |
| 17926        | Rosenhagenstraße 1 (Lage) | O   | Einfamilienhaus | | 1921–1922 | Behrens, Peter                                                                                    | 30530    |                |
| 31259        | Rosenhagenstraße 2, 4 (Lage) | E   | | Rosenhagenstraße 2-4 | |                                                                                                   | 31259    |                |
| 18063        | Rosenhagenstraße 2 (Lage) | O   | Mehrfamilienhaus (Doppelhaus)                                                                                              | | 1911–1913 | Frejtag & Elingius (Frejtag, Leon/Elingius, Erich)/Gerson, Hans/Gerson, Oskar                     | 31259    |                |
| 14529        | Rosenhagenstraße 4 (Lage) | O   | Mehrfamilienhaus (Doppelhaus)                                                                                              | | 1911–1913 | Frejtag & Elingius (Frejtag, Leon/Elingius, Erich)/Gerson, Hans/Gerson, Oskar                     | 31259    |                |
| 17916        | Rosenhagenstraße 24, 26 (Lage) | O   | Mehrfamilienhaus (Doppelhaus)                                                                                              | | 1921–1922 | Behrens, Peter                                                                                    | 30530    |                |
| 17925        | Rosenhagenstraße 27 (Lage) | O   | Einfamilienhaus | | 1921–1922 | Behrens, Peter                                                                                    | 30530    |                |
| 17929        | Rosenhagenstraße 28 (Lage) | O   | Einfamilienhaus | | 1988 |                                                                                                   | 30530    |                |
| 17924        | Rosenhagenstraße 29 (Lage) | O   | Einfamilienhaus | | 1921–1922 | Behrens, Peter                                                                                    | 30530    |                |
| 17943        | Rosenhagenstraße 30, 32, 34, 36 (Lage) | O   | Mehrfamilienhaus (Reihenhaus)                                                                                              | | 1921–1922 | Behrens, Peter                                                                                    | 30530    |                |
| 17923        | Rosenhagenstraße 31 (Lage) | O   | Einfamilienhaus | | 1921–1922 | Behrens, Peter                                                                                    | 30530    |                |
| 17927        | Rosenhagenstraße 40, 42, 44, 46 (Lage) | O   | Mehrfamilienhaus (Reihenhaus)                                                                                              | | 1921–1922 | Behrens, Peter                                                                                    | 30530    |                |
| 17974        | Schoenaich-Carolath-Straße 25 (Lage) | O   | Einfamilienhaus | | 1928 | Hatje, Emil                                                                                       |          |                |
| 29478        | Stockkamp 14 (Lage) | O   | Wohnhaus/Werkstatt; Einfriedung                                                                                            | Wohnhaus mit Werkstatt und Einfriedung | 1880er |                                                                                                   |          |                |
| 29499        | Straßweg 6 (Lage) | O   | Wohnhaus | Gebäude mit Einfriedung | 1900, um |                                                                                                   |          |                |
| 29500        | Straßweg 11 (Lage) | O   | Wohnhaus | Haus und Garten | 1912, um |                                                                                                   |          |                |
| 30541        | Viereck 7, 9, 11, 13, 15, 17 (Lage) | E   | | Siedlung Viereck | |                                                                                                   | 30541    |                |
| 18048        | Viereck 7 (Lage) | O   | Mehrfamilienhaus | | 1906, um |                                                                                                   | 30541    |                |
| 18061        | Viereck 9 (Lage) | O   | Mehrfamilienhaus | | 1906, um |                                                                                                   | 30541    |                |
| 18070        | Viereck 11 (Lage) | O   | Mehrfamilienhaus | | 1906, um |                                                                                                   | 30541    |                |
| 18059        | Viereck 13 (Lage) | O   | Mehrfamilienhaus | | 1906, um |                                                                                                   | 30541    |                |
| 18058        | Viereck 15 (Lage) | O   | Mehrfamilienhaus | | 1906, um |                                                                                                   | 30541    |                |
| 18057        | Viereck 17 (Lage) | O   | Mehrfamilienhaus | | 1906, um |                                                                                                   | 30541    |                |
| 30536        | Waitzstraße 31, 33, 35 (Lage) | E   | | Waitzstraße 31-35 | |                                                                                                   | 30536    |                |
| 17979 (1462) | Waitzstraße 31 (Lage) | O   | Villa; Schule (nach Umnutzung 1898), bis 1966 genutzt durch das heutige Gymnasium Hochrad, danach Sitz der Volkshochschule | | 1894; 1898 (Umnutzung); 1904 (Anbau); 1905 (Umbau); 1914/15 (Erweiterung) | Kittelberg; Raabe & Wöhlecke (Umbau 1905); Lorenzen, Fernando/Stehn, Edmund (Erweiterung 1914/15) | 30536    | weitere Bilder |
| 17978 (1462) | Waitzstraße 33 (Lage) | O   | Wohnhaus | | 1990, um |                                                                                                   | 30536    |                |
| 17977 (1462) | Waitzstraße 35 (Lage) | O   | Wohnhaus | | 1900, um |                                                                                                   | 30536    |                |
| 29898        | Windmühlenweg 27 (Lage) | O   | Kolleg | Europa-Kolleg, Bibliotheks- und Seminargebäude mit anschließenden Wohnheimen                                                                 | 1966/67 | Lodders, Rudolf                                                                                   |          |                |
| 17922 (1553) | Wolfsloh 1 (Lage) | O   | Einfamilienhaus | | 1921–1922 | Behrens, Peter                                                                                    | 30530    |                |
| 17921 (1553) | Wolfsloh 2 (Lage) | O   | Einfamilienhaus | | 1921–1922 | Behrens, Peter                                                                                    | 30530    |                |
| 17920        | Wolfsloh 5 (Lage) | O   | Einfamilienhaus | | 1921–1922 | Behrens, Peter                                                                                    | 30530    |                |
| 17919        | Wolfsloh 6 (Lage) | O   | Einfamilienhaus | | 1921–1922 | Behrens, Peter                                                                                    | 30530    |                |